# Ергела Љубичево
Ергела Љубичево је једина државна ергела у Србији и најстарија на територији уже Србије. Основана је 1853. године по наређењу кнеза Милоша. Налази се на десној обали Велике Мораве у приградском насељу Љубичево, најмлађој месној заједници у Граду Пожаревцу, основаној 2009. године. Удаљена је од центра Пожаревца око 5 км. 
Ергела „Љубичево” једина је велика ергела на територији уже Србије, док се све остале налазе у Војводини. Данас као једну од основних делатности, осим узгоја коња, такмичења и презентовања коњичког спорта, ергела има и туризам. Бригу о Ергели води Јавно предузеће „Љубичево”.

## Историјат
Ергела „Љубичево” настала је као пољопривредно добро „Морава” у првој половини 19. века, када је кнез Милош откупио (према другим изворима одузео) земљиште од Турака и на њему садио кукуруз, овас и пшеницу. Кнегиња Љубица (1785-1843) била је прва управница овог имања. Она је већи део времена проводила баш у Пожаревцу са синовима Михаилом и Миланом, јер је Милан био болешљив и требало га је склонити од градске прашине. Зато је тражила од супруга да направи један конак за њу и децу. Конак је саграђен преко пута данашњег улаза у комплекс ергеле. Кнегиња Љубица била је изузетна жена, способна да руководи тако великим имањем.
Кнез Милош је на имању „Морава” основао ергелу са циљем да се у Србији унапреди коњарство од најбољих коњских раса. После његове смрти 1860. године, бригу о ергели преузео је његов син Михаило и 1886. године овом поседу дао име „Љубичево“ по својој мајци кнегињи Љубици. У то време управник ергеле био је Ага Јефта.
Ергела је пратила страдање Србије у Првом и Другом светском рату. Током Првог светског рата сва грла из ергеле су са војском кренула преко Албаније и ниједно није стигло до Крфа. Због недостатка хране морала су да буду убијена. После рата ергела је делимично обновљена, била је поплављена у марту 1937. Убрзо долази Други светски рат, када окупатор одводи сва грла која вреде, а у Ергели је остало само неколико коња. Одмах после Другог светског рата, 1946. године, ергела доживљава свој процват поставши, указом Министарства народне одбране, војна ергела али само до 1951. године када, због реорганизације, престаје потреба за коњима у војсци. Потом посто постаје цивилна организација, а на иницијативу туристичких радника 1964. године основана је манифестација Љубичевске коњичке игре, која траје до данас. Годину дана касније Коњичко друштво „Вељко Дугошевић“ поклања ергели пет кобила и једног пастува и тада почиње њен развој.
Током 20. века ергела „Љубичево” прерасла је у институцију европског ранга и имала је око 500 грла. Деценијама су се ту гајила и неговала врхунска такмичарска грла која су дуго година побеђивала и била у врху некада југословенског, а данас српског коњичког спорта.
После распада СФРЈ ергела је дуго година била у изузетно лошем стању, чак и без довољно хране за коње, све до до 2016. године када ју је Туристичка организација Града Пожаревца уврстила у своју понуду. Објекти су сређени и реновирани, а ради се  и на развоју рекреативног јахања и коњичког туризма. Током обнављања ергеле очишћене су и дивље депоније, не само унутар комплекса, већ је очишћено и цело насеље Љубичево.
Последњих неколико година представљају најбољи период постојања ергеле и што се тиче спорта и као туристичке дестинације. Поред осталих услуга „Љубичево” данас нуди и пансионско држање коња приватних власника, који имају исти третман као и коњи у поседу ергеле.

## Комплекс Ергеле
Комплекс ергеле „Љубичево” поседује 350 хектара земљишта, падоке, мањеж и штале. Од укупне површине земљишта 110 хектара је под ливадама и зеленим површинама, док се 260 хектара обрађује, једним делом за исхрану коња, а вишак се продаје.
Поред неколико штала, приплодне штале и бројних падока, ергела поседује и мањеж. Током последње реконструкције уређена је тренинг стаза, замењена улазна врата и прозори на шталама, сређена унутрашња приплодна штала, офарбани боксеви за коње, изграђен још један падок величине 100×100 метара, а на крају су реновирани и објекти. Такође су уређене парковске површине, пешачке стазе и постављена нова расвета. Посебно је значајно реновирање затвореног мањежа, који није био у функцији 25 година, а један је од врло ретких објеката такве намене у Србији. Сада је мањеж враћен у употребу и комплетан зимски тренинг коња се одвија у њему.
У оквиру парковске површине изграђена је фонтана посвећена кнегињи Љубици, а у средишту комплекса налази се споменик најславнијем грлу ове ергеле, коњу Љубичевцу.

## Коњи
На свом врхунцу, када је достигла ниво европске институције, Ергела је имала и до 500 коња. Године 2016, после успешног обнављања, у ергели је било око 40 коња, од којих седам тркачких (пет двогодаца и два старија), а грла из ове ергеле после периода пропадања услед распада СФРЈ, поново почињу да освајају трофеје на такмичењима. Године 2019. овај број је већ порастао на 56 грла.
Ергелу је прославило неколико коња: Љубичевац, Кастор, Рамоз, Фаркат, Хајџан, Вићенцо, звезда Пехара председника Републике 1980. године, Нигер, за кога се говорило да је био „тркач за свет, а не за нас” и други. Најславније грло је коњ Љубичевац који је 1974. године освојио победу у све три класне трке, а тиме и триплу круну. Двадесет година после њега ни једно грло из ове ергеле није постигло такав успех. Кајзер је уступљен Коњичком друштву „Кнез Михаило”, а Фаркад је угинуо 2014. године. Један од проблема у „Љубичеву”, који постоји у целој Србији, је и тај што нема довољно јахача.
Године 2010. ергела Љубичево добила је на поклон два липицанера из словеначке ергеле „Липице“. Липицанери су четворогодишња женска грла по именима Сава и Батиста. Због високих дуговања Љубичева и могућности да буду пописани и судски заплењени од стране повериоца, што се у блиској прошлости већ неколико пура дешавало, коњи остају у власништву „Липица”, али да ће остатак живота провести у Пожаревцу. Октобра 2016. године из Немачке је увезено грло Rojal vord што је био први увоз расних коња у овој ергели у последњих 28 година.
Данас се у Ергели узгајају енглески пунокрвни коње, једна од најскупљих и најбољих раса на свету.

### Награде
Трофејна соба при ергели пуна је награда. У колекцији „Љубичева” има више од 300 пехара, међу којима су пехари Дербија, Трке председника републике, а касније краља Александра, Трке града Београда... Међу њима се посебно истиче сребрни прелазни Пехар маршала Тита. Ергела „Љубичево” га је освојила на последњој трци која се трчала, тако да је пехар трајно остао у њиховом власништву.

## Туризам
Од 2016. године Ергела „Љубичево” уврштена је у туристичку понуду Пожаревца. Посетиоцима се нуди могућност организованог разгледања ергеле, вожња фијакером, упознавање и разгледање трофејне сале, обилазак споменика коњу Љубичевцу и приказ детаља из програма Љубичевских коњичких игара Љубичевски вишебој. У кругу ергеле отворен је Авантура парк за децу до 12 година и трим стаза са теретаном, а планирана је и изградња највећег лавиринта на Балкану. Отварање Авантура парка значајно је повећало посете ергели. Преко пута ергеле налази се и ресторан „Љубичин конак”, који припада Јавном предузећу „Љубичево” и који је такође извесно време био ван функције, али је реновиран и поново отворен.
Фијакер је ергела купила 2010. године у Вршцу. То је фијакер из 50-их година 20. века, којег је израдио чувени мајстор Лаус из Зрењанина. Са липицанерима добијеним на поклон из Словеније овим фијакером се возе гости по комплексу, а користи се и за вожњу младенаца и друге пригоде, чиме ергела унапређује своју туристичку понуду.
Током 2019. године ергела је забележила 5.000 групних посета, док индивидуални посетиоци нису евидентирани.

### Љубичевске коњичке игре
Љубичевске коњичке игре су туристичко-спортска манифестација везана за ергелу Љубичево. После Егзита и Сабора трубача у Гучи, ово је трећа најпрепознатљивија српска манифестација. Године 2017. Пожаревац је због ове манифестације посетило преко 100.000 гостију. Први пут су одржане 1964. године у Пожаревцу. Један од разлога оснивања је био оријентација ергеле ка туризму, пошто је Љубичево 1951. године престало бити војна ергела. Данас се Љубичевске коњичке игре одржавају првог викенда у септембру и претходе им свечани дефиле и карневал кроз старо градско језгро Пожаревца као и други културни догађаји.

## Галерија
- Споредна капија
- Улаз у штале
- Пространи падоци
- Љубичевски коњи
- Енглески пунокрвни коњ
- Липицанер